# Lipocosma nigrisquamalis
Lipocosma nigrisquamalis là một loài bướm đêm trong họ Crambidae.